# Poppo I van Istrië
Poppo I van Istrië (overleden op 13 juli 1044) was van 1012 tot aan zijn dood markgraaf van Istrië en van 1040 tot aan zijn dood markgraaf van Krain.

## Levensloop
Poppo I was een zoon van graaf Willem II van Weimar en diens onbekend gebleven echtgenote.
Hij huwde met Hadamut, dochter van graaf Werigand van Istrië-Friuli. Na de dood van zijn schoonvader in 1112 werd hij markgraaf van Istrië. Nadat Rooms-Duits koning Hendrik III in 1040 het hertogdom Karinthië erfde, verdeelde die het markgraafschap Istrië in twee aparte markgraafschappen: Istrië en Krain. Omdat zijn moeder afstamde van de graven van Ebersberg, die bezittingen hadden in Krain, werd Poppo ook benoemd tot markgraaf van Krain.
Poppo I van Istrië stierf in 1044. Ulrich I, zijn enige zoon met Hadamut, erfde zijn bezittingen.